# Zosteria eastwoodi
Zosteria eastwoodi là một loài ruồi trong họ Asilidae. Zosteria eastwoodi được Daniels miêu tả năm 1987. Loài này phân bố ở miền Australasia.